# Eugène Mougin
Eugène Mougin (17. listopadu 1852 – 28. prosince 1924) byl francouzský lukostřelec.

## Život
Narodil se 17. listopadu 1852 v Paříži.
O jeho životě ani sportovních výsledcích toho není mnoho známo. Zúčastnil se jednoho Olympijského turnaje v lukostřelbě na 50 metrů, ve kterém zvítězil. Mezinárodní olympijský výbor ho nyní považuje za držitele zlaté medaile z lukostřelby. Z tohoto mezinárodního turnaje nejsou známy žádné podrobnější informace. 
Zemřel 28. prosince 1924 ve francouzském Clichy ve věku 72 let.